# 舟越康寿
舟越 康寿（ふなこし やすじゅ、1901年12月13日 - 1971年6月27日）は、日本の経済学者、歴史学者。

## 経歴
鳥取県日野郡生まれ。1921年、鳥取師範学校卒。1925年3月に廣島高等師範学校を卒業。このころ、名字を岡と改める。同年、岐阜県立大垣高等女学校教諭、1927年広島県立府中中学校教諭、1929年から1933年3月まで熊本県立御船中学校教諭。同年4月に廣島文理科大学入学。卒業論文「メロヴィング朝に於ける土地制度の発達」をまとめ、1936年3月同大学西洋史学科を卒業し、同大学副手として西洋史学教室勤務ののち、1940年文部省図書監修官補となる。その後、文部省民族研究所嘱託を経て、1945年に立命館専門学校講師、1946年に同校教授。1949年、専修大学教授、横浜市立大学教授。1960年、「金沢称名寺寺領の研究」で慶應義塾大学経済学博士。1965年、横浜市立大学定年退官、名誉教授。1967年札幌大学の開学と同時に、同学教授。また同年、経済学部長と学生部長も務める。1968年度同学教授退職。1969年、城西大学教授、明星大学教授。

## 著書
- 『東南アジア文化圏史』三省堂　1943
- 『フルダ律院古文書集の古文書学的考察』1953　横浜市立大学紀要
- 『孫四郎橋の研究』政治経済史学会　1965
- 『南方文化圏と植民教育』大空社　1998　アジア学叢書
- 『寂寥 学究・その半生の愛』文芸社　2003

## 翻訳
- 新見吉治『日本に於ける武家政治の歴史』創元社　1941　日本文化名著選
- ルヨ・ブレンタノ『欧羅巴古代経済史概説』日本評論社　1944　西洋経済史名著選集

## 参考
- 『寂寥』巻末年譜
- 阿部市五郎「故舟越康寿教授追悼の辞」『明星大学経済学研究紀要』第3号、明星大学経済学部、1971年、3頁、ISSN 0385-5678。
- 札幌大学十五年史編纂委員会 編『札幌大学十五年史』札幌大学、1981年。 NCID BN01657924。
- 署名無し（著）、日本歴史地理學會（編）「各大學史學科卒業論文題目（一）」『歴史地理』第67巻第3号、地人書館、1936年、106-111頁、NCID AN00254866。